# Jesús María Satrústegui
Jesús María Satrústegui Azpiroz (født 12. januar 1954 i Pamplona, Spanien) er en tidligere spansk fodboldspiller, der tilbragte hele sin karriere, fra 1971 til 1986, som angriber hos La Liga-klubben Real Sociedad. Han vandt med klubben det spanske mesterskab i både 1981 og 1982.
Satrústegui spillede desuden mellem 1975 og 1982 32 kampe og scorede otte mål for Spaniens landshold. Han debuterede for holdet 16. november 1975 i et opgør mod Rumænien, og var en del af den spanske trup til både EM i 1980 og VM i 1982.

## Titler
La Liga
- 1981 og 1982 med Real Sociedad

Supercopa de España
- 1982 med Real Sociedad